# Poblado íbero de San Sebastián de la Guarda

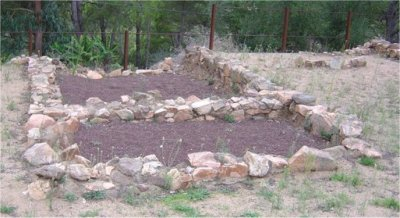
Yacimiento ibérico de San Sebastián de la Guarda.

San Sebastián de la Guarda o San Sebastián de la Guaita es un poblado íbero situado en el término municipal de Palafrugell, en la comarca del Bajo Ampurdán (Gerona, España).
El yacimiento se sitúa en la cima de la montaña, a 156 metros de altitud sobre el nivel del mar. Esta montaña, al entrar al mar, forma el «cabo de San Sebastián».
El yacimiento está datado entre los siglos siglo V a. C. al siglo I a. C., aunque en algunas excavaciones se han encontrado materiales del siglo VI a. C.. Se pueden ver hasta cuatro casas íberas de dos habitaciones cada una y que se disponen en diversas calles, formando una superficie de unos 300 metros cuadrados. Además se han descubierto quince silos o depósitos excavados en la roca y un horno. Posiblemente este asentamiento concluyó su actividad con la llegada de los romanos 
a Llafranch.